# Lissonota kaiyuanensis
Lissonota kaiyuanensis là một loài tò vò trong họ Ichneumonidae.